# Сона (музичний інструмент)
Со́на, суо́на (з кит. трад. 嗩吶, спр. 唢呐, піньїнь: suǒnà) або ла́ба (кит. спр. 喇叭, піньїнь: lǎbā), або гаі́ді (кит. спр. 海笛, піньїнь: hǎidí) — це китайська подвійно-язичкова сорна. Інструмент має гучний та пронизливий звук, часто саме через його чітке і характерне звучання використовується в китайських традиційних музичних колективах під час їх гри на відкритому повітрі. Сона відіграє важливу роль у народній музиці Північного Китаю, особливо в провінціях Шаньдун і Хенань, де вона вже з давніх-давен використовувалася як невід'ємний атрибут фестивалів (включно із подіями військового значення). Інструмент також поширений у ритуальної музиці Південно-Східного Китаю та Тайвані. В останній вона є важливим елементом похоронної музики, яка супроводжує даоські вистави як сприятливих, так і несприятливих обрядів, тобто, обрядів як для живих, так і для мертвих душ. Сьогодні музиканти сону зазвичай поєднують із шеном, гонгами, барабанами, а іноді й іншими інструментами на весільних та похоронних процесіях. Такі ударно-духові ансамблі називаються chuida або guchui. Стівен Джонс зазначав про широке сьогочасне використання Сони в ритуальній музиці провінції Шаньсі.

## Будова
Китайська сона має конічний дерев'яний корпус, що є схожим на корпус рогоподібного інструменту ґіалінґ, що використовувався тибетською етнічною групою. Обидва інструменти виготовляються з металічного корпусу (як правило з латуні або міді) в який вставляється невелика тростина із склеєних двох очеретин. Також сона (як і ґуалін) обладнана знімним металевим розтрубом на кінці канальної трубки.  Подвійна очеретяна тростина надає інструменту тембр, схожий на звучання сучасного гобою.
З плином часу сона виготовлялася по різному і мала різні розміри. З середини 20-го століття, в Китаї були розроблені "модернізовані" версії сони — до корпусу інструменту був доданий клапанний механізм, збіжний з тим, що використовувався у європейському гобої. Це дозволило музикантам видобувати всі ноти хроматичної гами і грати п'єси написані у рівномірно-темперованому строї (раніше, на традиційній соні, виконання подібного матеріалу було майже неможливим).
Теперішня група сон нараховує кілька підвидів інструментів, найбільш популярними є Чжуінь Сона (альтова сона), Зічжуінь Суона (сона тенор) та Діїнь Сона (басова сона). Всі вони активно використовуються в духових секціях сучасних Великих оркестрах китайських народних інструментів не лише Китаю, а й Тайвані, Сінгапуру. Водночас більшість маленьких народних ансамблів воліють використовувати традиційні версії сони.
Сона використовується і в сучасній поп-музиці. Наприклад, її (модернізований клапанний варіант) можна чути у творчості китайського рок-музиканта Цуй Цзянь (пісня "У мене немає нічого" (кит. 一无所有), соло на соні зіграв саксофоніст Лю Юань).
Назі (кит. 呐子) — це споріднений інструмент до сони, який є найбільш поширеним у Північному Китаї, він складається лише з тростини (подібної до тої, що у Сони), котра має невеличке розширення на кінці — розтруб. На назі грають здебільшого мелодійні мелодії, висота звучання змінюється за допомогою рота та руки (так як і на українському варгані). Іноді музи́ки для отримання більшого обсягу й об'єму звучання назі вдаються до хитрощів і встромлюють його у великий металевий ріг.
Оркестрові підвиди "Сони" (за діапазонами і строями):
- Піколо у ладах (строях) G та F (гаіді)
- Сона сопраніно у D та C (сяо)
- Сона сопрано в A і G (ґаоїн)
- Альтова сона у строї D (чжуінь)
- Тенорова сона в G (зічжуінь)
- Сона бас існує в різних ключах (діїнь)

Різновиди сони тенор і бас використовуються у творах часто; альт і сопрано — деінде. А ось сони найвищих діапазонів, як правило, або зовсім не застосовуються, або застосовуються вкрай рідко.

## Історія
Незважаючи на незрозумілість витоків китайської Сони є тексти, в яких зазначено використання цього інструменту вже за династії Цзінь (265-420). Існує думка, що Сона виникла за межами кордонів стародавніх китайських царств і либонь перекочувала до Китаю у вигляді видозмінених центральноазіатських інструментів, таких як сорни та сурни (або зурни). Від іменувань цих інструментів ймовірно і походить китайська назва інструменту. Також, по іншим джерелам витоки Сони лежать в Аравії, або Індії. До речі, європейська Шоломія теж походить від цього древнього інструмента.
Музиканта, який грає на інструменті дуже подібному до Сони зображено на релігійному пам'ятнику Шовкового шляху в західній провінції Сіньцзян, що датується 3–5 століттями н.е. Багато подібних зображень, що належать до цього ж періоду були знайдені в Шаньдун та інших регіонах Північного Китаю. Всі вони зображують цей інструмент у військових процесіях, музиканти іноді на сидять конях.

## Використання поза межами Китаю
У Кореї аналогічний інструмент називається Теп'єнсо, а у В'єтнамі існує схожий на сону різновид гобоя — kèn.
В Японії теж є аналогічний до сони інструмент, називається Шоломія. Назва походить від португальського слова charamela, яке використовували колись для позначення інструментів типу гобоя. Звучання шоломії добре відоме по всій Японії, так як цей музичний інструмент використовують вуличні торговці при продажі рамену.
На подібному до сони інструменті, зурні, грають на урочистощах і народних гуляннях в Балканах, Індії, Ірані та Туреччині.
Сона є також традиційним інструментом у Кубі, оскільки туди переселилося багато китайських іммігрантів під час колоніальної епохи. Але там цей інструмент відомий під назвою Китайська труба і використовується у карнавальній музиці.
Американський джазовий саксофоніст Дьюї Редман часто грав на соні у власних спектаклях, і називав її "мюзетом".
Басист і саксофоніст, покійний Мік Карн використовував цей інструмент називаючи його діда.

## Відомі виконавці
- Лю Цичао (起 超)
- Лю Інь (刘英)
- Лю Юань (刘元) [англ.][en] — саксофоніст з гурту "Qi He Ban" (кер. Цуй Цзянь), навчався гри на suona в художній школі Пекіну. У 1994 році використав цей інструмент при записі альбому його гурту — Кулі під червоним прапором (Hongqi xia de dan)
- Цуй Цзянь (崔健) — відомий рок музикант, іноді використовує у виступах свого гурту сону.
- Сонґ Баокай (保 才)
- У Чжунсі — унікальне публічне виконання, Джунсі У та Дейва Ола у Ванкувері (21 жовтня 2010):[16]
- Чжоу Дунчао
- Юінь Шиє
- Го Яжі — китайський музикант, відомий яскравими виступами на соні. Наприклад, його виступ на фестивалі Bamboo Country Music Festival у супроводі молодіжного оркестру Синьчу.[17]
- Кот Кай-лік
- Ся Боян
- Лоу Генґ-ліанґ
- Лі Чінґ-фонґ
- Лю Хай
- Лі Ї-ченґ
- Лін Зійоу (林子由)
- Хоу Янцзю (侯彦秋) — відома виконавиця на китайських народних інструментах. Її соло на соні під час Grand Chinese New Year Concert у 2006 році.[18]
- Ху Чень Юнь (胡晨云) — китайський музикант; популяризує сону, граючи різноманітні твори у супроводі із різними оркестрами.[19]

## Зовнішні посилання та медіа матеріали
- Все про сону (сайт) [Архівовано 30 листопада 2007 у Wayback Machine.] (китайською)
- Дует сони з волинкою [Архівовано 2 листопада 2020 у Wayback Machine.] — унікальне публічне виконання, Джунсі У та Дейва Ола у Ванкувері (21 жовтня 2010).

### Аудіо та відео матеріали
- 《Hundreds Birds Worshipping The Phoenic》 Chinese traditional suona music — звучання сони у супроводі оркестру китайських народних інструментів.
- The Endangered Sound of 'Suona' [Архівовано 16 грудня 2020 у Wayback Machine.] — документальний фільм про сону (наявні англ. субтитри)
- 2018 Grand Chinese New Year Concert [Архівовано 16 грудня 2020 у Wayback Machine.] — виконання творів композитора Хуана Лей: Танці Фенікс та Концерт для Сона соло у супроводі оркестра.
- Grand Chinese New Year Concert 2006: Suona solo by Hou Yanqiu [Архівовано 25 січня 2020 у Wayback Machine.] — соло Хоу Янцю на соні під час Великого китайського новорічного концерту 2006 року.
- Suona 唢呐 maker from Yongqiao 埇桥, Anhui, China — документальний фільм про майстра сон Ji Xinmin (китайською)
- "Шан-Весна" на соні / Го Яжі [Архівовано 12 травня 2018 у Wayback Machine.] — виступ відомого китайського музиканта Го Яжі на соні під час фестивалю Bamboo Country Music Festival у супроводі молодіжного оркестру Синьчу.
- Basement Improv - Suona — виконання на соні Вільяма Арнольда, американського (?) музиканта та колекціонера сопілок та інших різних дерев'яних духових інструментів.
- Guinness record world's largest instrument suona funny variety of musical performances [Архівовано 12 лютого 2021 у Wayback Machine.] — весела відеонарізка найбільших у світі різновидів сон, і власне складність їх тримання під час гри.